# USS H-8 (SS-151)
Le USS H-8 (SS-151) était un sous-marin de classe H de l’United States Navy. Il fut construit à l’origine pour la marine impériale russe, mais six unités de la classe n’ont pas été livrées, dans l’attente de l’issue de la révolution russe de 1917, avant d’être rachetées par la marine américaine le 20 mai 1918.

## Conception
Les sous-marins de la classe H avaient une longueur totale de 45,8 m, un maître-bau de 4,8 m et un tirant d'eau moyen de 3,8 m. Ils avaient un déplacement de 364 tonnes en surface et 474 tonnes en immersion. Les bateaux avaient un équipage de 2 officiers et 23 hommes du rang. Ils avaient une profondeur de plongée de 200 pieds (61 m).
Pour la navigation en surface, ils étaient propulsés par deux moteurs diesel New London Ship & Engine Company de 475 ch (354 kW), chacun entraînant un arbre d'hélice. En immersion, chaque hélice était entraînée par un moteur électrique Electro Dynamic Company de 170 ch (127 kW). Ils pouvaient atteindre 14 nœuds (26 km/h) en surface et 10,5 nœuds (19,4 km/h) sous l’eau . Les bateaux avaient un rayon d'action de 2300 milles marins (4300 km) à 11 nœuds (20 km/h) en surface, et de 100 milles (190 km) à 5 nœuds (9,3 km/h) en immersion.
Les bateaux étaient armés de quatre tubes lance-torpilles de 18 pouces (457 mm) à l’avant. Ils transportaient quatre torpilles de rechargement, pour un total de huit torpilles.

## Engagements
Le USS H-8 fut lancé le 14 novembre 1918, trois jours après la signature de l’armistice avec l’Allemagne, et mis en service le 18 novembre 1918. Son commandant était le lieutenant commander Ralph W. Holt. Il a navigué jusqu’à San Pedro, en Californie, où il a été rattaché d’abord aux 6e et 7e divisions sous-marines (SubDivs 6 et 7). Opérant avec ses sister-ships, le USS H-8 a participé à de vastes entraînements et exercices de combat à partir de San Pedro. Seules des patrouilles au large de l’île Santa Catalina venaient varier cette routine.
En août 1919, le USS H-8 joue le rôle du U-98 dans le film muet Behind the Door, qui a pour vedettes Wallace Beery, Jane Novak et Hobart Bosworth.
En compagnie des SubDivs 6 et 7 et du tender USS Beaver, le USS H-8 appareille de San Pedro le 25 juillet 1922 et arrive à Norfolk (Virginie) le 14 septembre. Il y a été retiré du service le 17 novembre. Son nom a été rayé du Naval Vessel Register le 26 février 1931. Il fut vendu à la ferraille le 28 novembre 1933.